# Hutovo

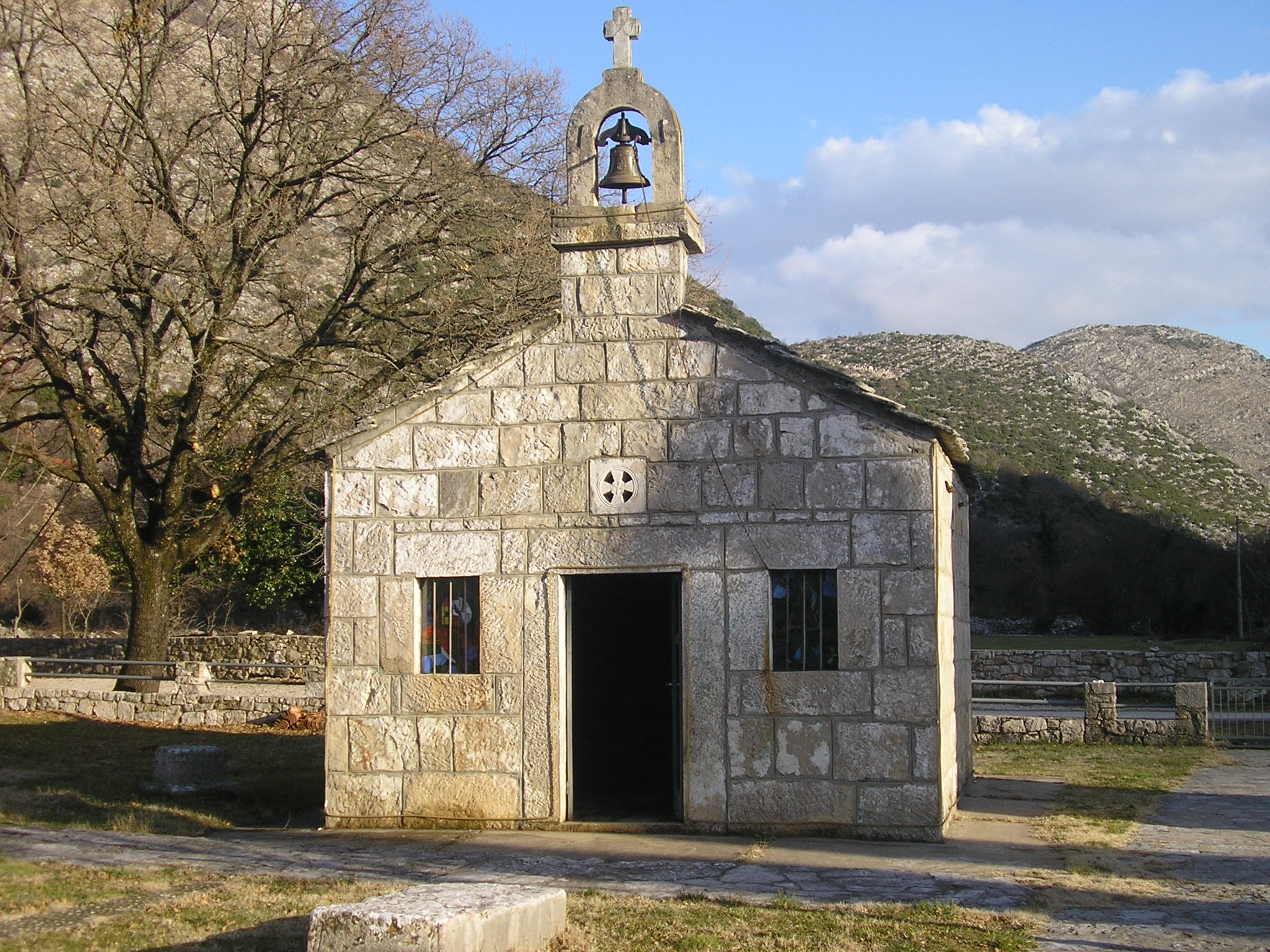
Kaple v Hutovu

Hutovo (v srbské cyrilici Хутово) je obec v Bosně a Hercegovině, na jihu země. Administrativně je součástí općiny Neum; nachází se východně od pohoří Žaba, na rozcestí silnic spojující Neum, Stolac a Trebinje. 
Počet obyvatel Hutova neustále klesá; podle posledního sčítání lidu z roku 2013 mělo Hutovo 224 obyvatel. Roku 1971 to bylo 438, v roce 1981 jen 394 a roku 1991 již jen 319. 
Poprvé bylo připomínáno v roce 1525. Od roku 1932 mělo Hutovo i svojí základní školu. Část žáků však dojížděla do školy i do nedalekého Neumu. V roce 1974 měla hutovská škola okolo tří set žáků; sjížděli se do ní žáci i z blízkého okolí. Pokles obyvatel a úpadek obce nebyl způsoben jen odlehlostí Hutova od zbytku Bosny a Hercegoviny, ale také i zánikem úzkorozchodné trati, na kterou byla obec napojena.
V blízkosti Hutova se nachází Hadžibegova pevnost z 18. století, která je zbudována na starších základech. V okolí obce se nachází spoustu starých typicky bosenských náhrobků – tzv. stećků.